# Clostridium homopropionicum
Clostridium homopropionicum è una specie di batterio appartenente alla famiglia delle Clostridiaceae.